# مارك روزنبرغ
مارك روزنبرغ (10 فبراير 1982 في جنوب أفريقيا - ) (بالإنجليزية: Marc Rosenberg)‏ هو لاعب كريكت بريطاني. لعب مع نادي مقاطعة ليسترشاير للكريكت ‏ وLoughborough MCC University ‏ وNorth West (cricket team) ‏ ونادي جامعة كامبريدج للكريكيت ‏.